# Erich Sauer (Künstler)
Erich Sauer (* 17. Februar 1931 in Frankenthal/Pfalz) ist ein deutscher Bildhauer, der vor allem Skulpturen aus Bronze fertigt. Er lebt in seiner Geburtsstadt.

## Ausbildung
Sauer absolvierte zunächst eine handwerkliche Ausbildung. 1962/1963 studierte er in Mannheim bei Elisabeth T. Veith. 1964 eröffnete er in Frankenthal eine Bronzegießerei. 1968 bis 1971 setzte er in Salzburg sein Studium fort bei Heinrich Kirchner, Max Rieder und Marcello Mascherini. Mit einem Stipendium des österreichischen Staates für die Internationale Sommerakademie für Bildende Kunst Salzburg wurde er Meisterschüler von Mascherini. 1973 nahm er dann seine eigene Lehrtätigkeit auf.

## Werk

### Bedeutung
Zu den Themen, die Sauer bei seiner künstlerischen Betätigung vorrangig bearbeitet, gehören die Bewältigung des Holocaust und das Bild des Menschen in seiner Umwelt. Meist geht sein Anliegen bereits aus dem Titel seines Werkes hervor. Dabei bemüht er sich, den Betrachtern den Humanismus nahezubringen, der ihn selbst beseelt. Auf Bildhauer-Werkstatttagen und Sommerakademien – z. B. in Frankenthals Partnerstadt Strausberg – gibt Sauer sein Wissen und seine handwerklichen Fertigkeiten an Künstlerkollegen und talentierte Neulinge weiter. 
Sauer ist der bekannteste zeitgenössische Künstler Frankenthals und Mitglied des Vorstands der Arbeitsgemeinschaft Pfälzer Künstler. Mittlerweile findet man seine Skulpturen als Auftragsarbeiten in aller Welt, wie Sauer auch global auf Ausstellungen vertreten ist. In seiner Heimatstadt entstand 2005 eine Diskussion, ob ein geplantes Künstlerhaus ihm allein oder auch anderen Künstlern der Stadt gewidmet werden solle. Sauer selbst plädierte für ein allgemeines Kunsthaus und setzte sich schließlich durch. Das Kunsthaus Frankenthal wurde am 7. September 2007 im denkmalgeschützten Philipp-Karcher-Haus mit einer Ausstellung von Werken Erwin Wortelkamps eröffnet.

### Skulpturen
- 1976: Die Treidler, Bronze

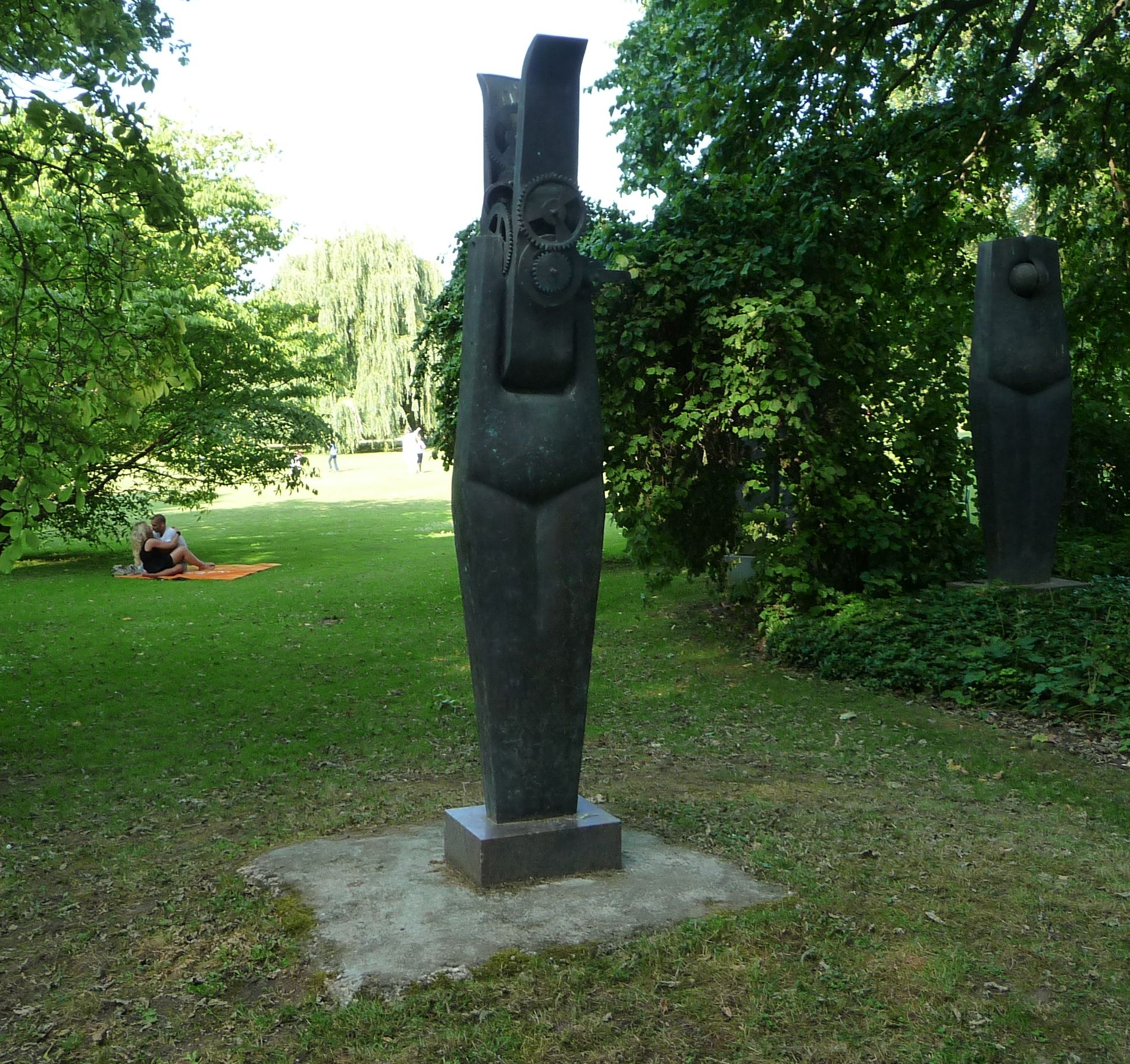
Zeitklammer, Luisenpark Mannheim (1987)

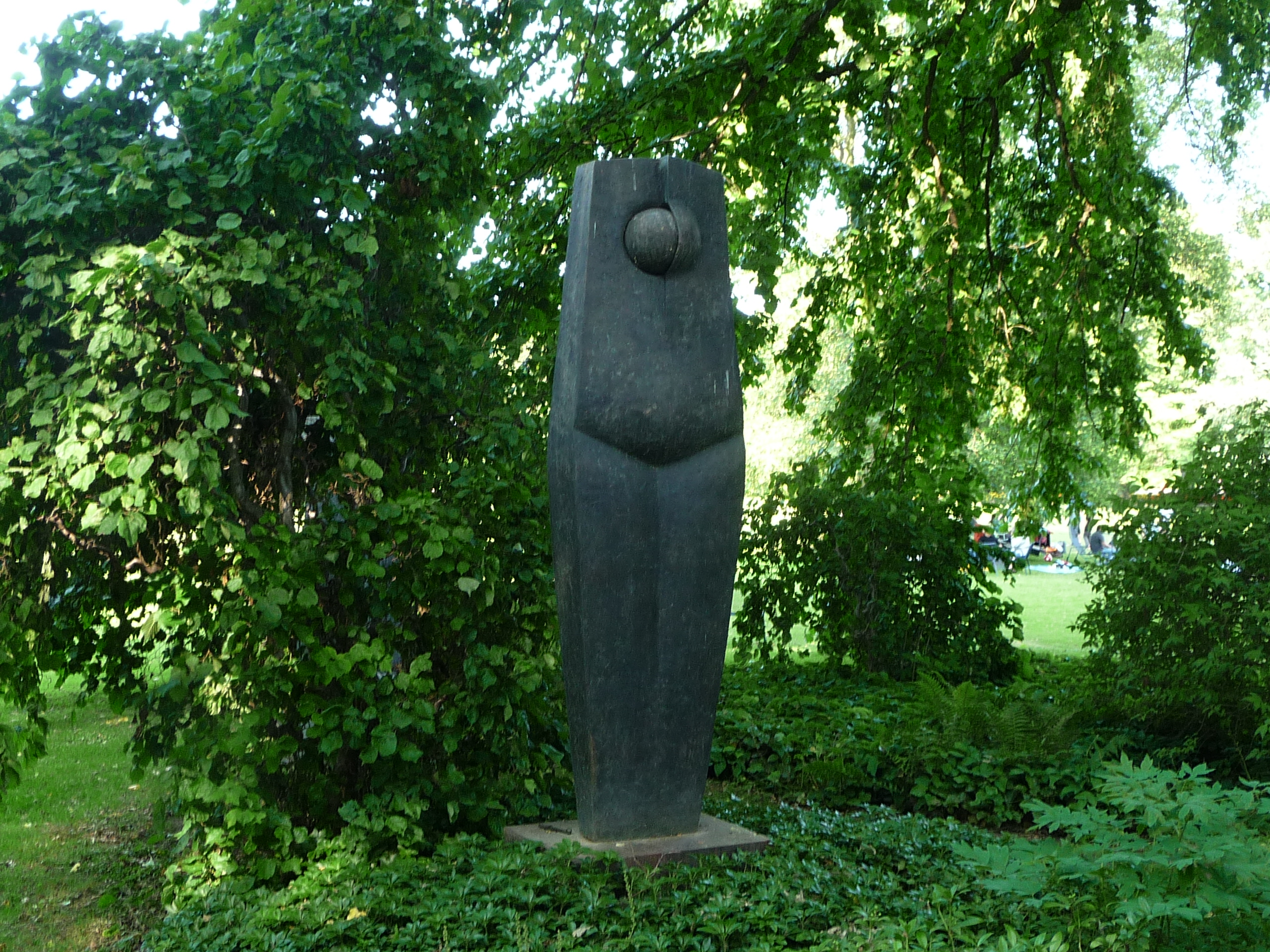
Neugier, Luisenpark Mannheim (2002)

- 1977: Die Welt in der wir leben, Bronze, 30 cm
- 1987: Zeitklammer, Bronze, Luisenpark Mannheim[3]
- 1991: Der Politiker und sein Gewissen, Bronze, 182 cm
- 1992: Der Narziß, Bronze, 60 cm
- 1993: Immunschwäche, Bronze, 240 cm
- 1997: Zwischenmenschliche Beziehung, Bronze, 202 cm (Standplatz: Willy-Brandt-Anlage, Frankenthal)
- 1998: Mobilität, Bronze, 185 cm
- 1998: Belegexemplar, Bronze, 170 cm
- 1999: Medienterror, Bronze, 210 cm
- Spuren, Bronze
- Die eine Seite weiß nicht was die andere tut, Bronze
- Abartig, Bronze
- 2002: Neugier, Bronze, Luisenpark Mannheim[3]
- 2003: Marien-Engel, Bronze
- La Facciata, Bronze
- 2008: Die Polit-Hure, Bronze
- 2013: Offenheit – Transparenz, Bronze
- 2013: mort d’el art, Bronze

### Einzelausstellungen
- 1994: Palais des Nations (Sitz der Vereinten Nationen), Genf
- 1995: Romanischer Keller, Salzburg
- 1996: Parlement Européen, Straßburg; Galerie Tarkett, Stockholm
- 1997: Palais am Festungsgraben, Unter den Linden, Berlin
- 1998: Museum Theo Kerg, Schriesheim
- 2000: The Jerusalem Center for the Performing Arts, Jerusalem; Salle de Fêtes et de la Culture, Colombes (Frankreich)

### Buchausgabe
- Erich Sauer: Skulpturen in Bronze – Zeichen der Zeit. Eigenverlag, Frankenthal 2006, ISBN 978-3-00-016117-9.

## Auszeichnungen
- 1964: 1. Preis im Ideenwettbewerb der Lutherkirche Frankenthal
- 1967: 1. Preis im Ideenwettbewerb der Stadt Kaiserslautern
- 1970: Preis der Stadt Salzburg für Bildende Kunst
- 1971: 1. Preis der Stadt Colombes
- 1975: Staatsehrenpreis für Kunst am Bau
- 1976: 1. Preis der Stadt Colombes
- 1982: 1. Preis der Stadt Colombes
- 1988: 1. Preis der Stadt Colombes für Skulpturen
- 1989: 1. Preis im Ideenwettbewerb der Stadt Kandel
- 1994: Auszeichnung (erstmalige Vergabe) durch die Vereinten Nationen als „Künstler für den Frieden“
- 2012: Max-Slevogt-Medaille des Landes Rheinland-Pfalz